# Stella Chen
Pour les articles homonymes, voir Chen.
Stella Chen, née le 12 juillet 1992 à Palo Alto, en Californie (États-Unis), est une violoniste américaine, première lauréate du Concours musical international Reine Élisabeth de Belgique 2019.

## Biographie
Stella Chen est diplômée en violon de Harvard et du Conservatoire de musique de la Nouvelle-Angleterre. Elle a notamment étudié avec Miriam Fried, première lauréate du Concours Reine Élisabeth 1971. Elle étudie ensuite à la Juilliard School à New York.
À 14 et 16 ans, elle est lauréate du concours international de violon Menuhin. En 2017, elle remporte le deuxième prix au concours Tibor Varga, en Suisse.
Elle joue sur un Guarneri del Gesù.

## Récompenses et distinctions
- 2e prix de la Loterie romande ex-aequo et prix du public au concours international de violon Tibor Varga en 2008[1]
- 4e prix au concours international pour jeunes violonistes Yehudi-Menuhin en 2008[2]